# Chariot (Computerspiel)
Chariot ist ein 2014 veröffentlichtes Jump-n-Run-Computerspiel des kanadischen Entwicklers Frima Studio. Das Spiel erschien zunächst für Microsoft Windows, PlayStation 3, PlayStation 4 und Xbox One, später folgte eine Umsetzung für Wii U und mit Super Chariot eine Neuauflage für Nintendo Switch. Als Publisher fungieren Frima Studio und Microïds.

## Handlung und Spielprinzip
Chariot kann im Einzel- und Zweispielermodus gespielt werden. Der verstorbene König befiehlt in seinem Dasein als Geist der Prinzessin und ihrem Verlobten seinen Sarg an seine letzte Ruhestätte zu bringen. Die Spieler schlüpfen in die Rolle der Prinzessin und des Verlobten und müssen den Sarg möglichst unbeschadet durch die komplexen, zweidimensional gestalteten Höhlen-Level manövrieren und dabei Rätsel lösen, Feinde bekämpfen und Schätze einsammeln. Dazu beherrschen beide Figuren verschiedene Spezialfähigkeiten, die es beispielsweise erlauben, die Zeit anzuhalten oder Feinde zu bekämpfen.

## Rezeption
Chariot erhielt allgemein positive Bewertungen der Fachpresse und erreichte auf allen Plattformen außer der Xbox One einen Metascore von 76 aus 100 Punkten, basierend auf 23 Rezensionen. Hier schnitt der Titel mit 73 Punkten etwas schlechter ab. OpenCritic ermittelte auf Grundlage von 27 Kritiken über alle Plattformen hinweg einen aggregierten Punktestand von 75 aus 100 für Chariot und 77 Punkte auf Basis von 6 Wertungen für die Switch-Fassung Super Chariot.
Gelobt werden unter anderem die grafische Gestaltung, der Zwei-Spieler-Modus und die Mischung von Elementen aus Platformer und Puzzle-Spiel. Kritik erhielt Chariot währenddessen für seine langsame Spielgeschwindigkeit, geringen Schwierigkeitsgrad und schlechte Kameraführung.
Brett Makedonski vergab nach seinem ausführlichen Test des Spiels für Destructoid 8,5 von 10 Punkten und resümierte:

“Impressive efforts with a few noticeable problems holding them back. Won't astound everyone, but is worth your time and cash.”

„Eindrucksvolle Bemühungen mit ein paar spürbaren Problemen, die sie zurückhalten. Wird nicht jeden in Erstaunen versetzen, ist aber Ihre Zeit und Ihr Geld wert.“